# El regreso de Ultraman
El regreso de Ultraman (nombre original 帰ってきたウルトラマン Kaettekita Urutoraman, que significa "El Ultraman que ha regresado") es una serie de televisión de Japón realizada en 1971. Se trata de la cuarta Ultra Serie. Es un nuevo Ultra, que se fusiona con otro humano valiente. También se caracteriza por tener un parecido físico al Ultraman Original. Foto Jack, sin embargo, se añadieron ligeras modificaciones al color, como la doble banda roja que ornamentaba el traje.
Esta serie recuerda a los originales Ultraman y Ultra Seven.
En el primer episodio, la irrupción de los monstruos se explica por la llegada de una "Nueva era de monstruos gigantes" a la Tierra. Por lo mismo, y siguiendo la tradición de las dos series predecesoras, hay una organización científico-militar (MAT) que se dedica no solo a estudiar, sino a combatir a estas particulares y dañinas criaturas.
El episodio N.º 1 comienza con una lucha entre dos monstruos gigantes, Takkong y Zazahn en Tokio. En medio de la destrucción un piloto de carreras automovilísticas, el joven Hideki Go, es asesinado por los monstruos mientras intenta rescatar un pequeño muchacho y su perro.
Su sacrificio valeroso es observado por sus amigos y la nueva fuerza de defensa, la MAT (Monsters Attack Team), pero no solo fue visto por humanos. Un nuevo Ultraman (Ultraman Jack), orgulloso de su heroísmo, decide combinar su propia vida y fuerza con Hideki, reviviéndole (igual como el Ultraman original hizo con Shin Hayata), ante el asombro de muchos.
Ultraman, entonces, pasa a "vivir" dentro del cuerpo de Go.
Esta habilidad le permite invocar a Ultraman cuando fuese necesario, especialmente cuando un nuevo monstruo aparece.
MAT recluta a Hideki Go por su heroísmo, quien se une al equipo, ya que, en esta nueva “Era de los Monstruos”, la Tierra necesitará un salvador. En tiempos de crisis, Hideki Go levantará su brazo derecho, y por su fuerza de la voluntad, se transforma en Ultraman Jack para luchar contra la gran amenaza.
En México, durante la época de mayor éxito de la serie, y apoyado en el gran ratting que generaba con los chicos de aquella época, hubo un par de programas especiales de 2 horas continuas, los cuales exhibió Televisa durante un par de domingos.

## Desarrollo de la serie
Para muchos seguidores, Ultraman Jack (este nombre surgió después, en la década de los 80 para diferenciarlo del original Ultraman de 1966) es la mejor serie de la época clásica del personaje. Esta cualidad se debe, aparentemente al tratamiento argumental solicitado por Hajime y Noboru Tsuburaya, los hijos del especialista en efectos especiales Eiji Tsuburaya, otrora diseñador de los efectos especiales de la franquicia de Godzilla de la Toho y después creador y productor general de Ultraman y Ultraseven.
Fallecido Tsuburaya en 1970, sus hijos decidieron reinventar la serie partiendo desde cero y modernizando ciertos conceptos. Hubo una particular forma de tratar los argumentos y las emociones de los personajes, dirigiendo el tratamiento narrativo hacia temas más realistas y dramáticos. Esto le dio un atractivo especial a la serie: no solo había enfrentamientos entre el héroe y los monstruos de turno sino también cierto aire a drama de calidad. Por ejemplo, Hayata y Dan Moroboshi de Ultraman y Ultraseven respectivamente, eran militares que vivían imbuidos en su trabajo. Nada había más allá en sus vidas que esas organizaciones. En cambio, Hideki Go tenía un entorno familiar cálido y muy cercano por el que luchar: Jiro, el niño de 12 años gran admirador de Ultraman y sus dos hermanos: Akiko y Sakata. Ella, una alegre y simpática muchacha, destinada a ser la pareja del héroe y el segundo, mayor que Go, sufre de una cojera y administra un garaje con el que subsisten.
La MAT estaba compuesta por miembros carismáticos y muy atractivos: el Capitán Kato, los oficiales Minami (el mejor amigo de Go), Kishida, Ueno, y la especialista en comunicaciones Yuriko. Posteriormente entraría el Capitán Ibuki en reemplazo de Kato.
Durante los enfrentamientos, las técnicas apreciadas eran una curiosa mezcla entre judo, gimnasia rítmica, sumo, lucha libre, boxeo, pelea callejera y muy especialmente karate.
Hay capítulos sobresalientes, como el combate entre Ultraman y los monstruos Sadora & Twin Tail, este último podría considerársele uno de los Kaiju más originales de la historia, al encontrarse el actor que le caracterizaba acostado de espaldas y solo usando sus piernas para atacar, o el episodio donde después de ser Ultraman abatido por la bestia espacial Beamstar, acude en su auxilio Ultraseven demostrando que estos seres son en realidad una hermandad que se turna para defender a la humanidad y al universo de monstruos dañinos. En este capítulo Ultraman se "renueva" adquiriendo gracias a Ultraseven el "Ultra Brazalete" un arma de similares características que el famoso "Eye Slugger" de Ultraseven, pero que también puede convertirse en un escudo, un sable y, finalmente revivir a ultraman en caso de alguna fatalidad.
A destacar la aparición de Baltan, un extraterrestre aparecido en la serie de 1966 y que se transformaría en uno de los Seinin (Aliens) más populares de la franquicia.
Hay varios episodios de la serie que fueron dirigidos por Inoshiro Honda, uno de los más prolíficos directores de Kaiju Eiga de Japón.
La mezcla de protagonistas (Ultraman y Ultraseven) en un solo show generó una gran expectativa en los seguidores de la serie, cosa que fue bien advertida por los productores. Más adelante, este concepto se mantuvo para mantener a la audiencia pendiente a través de un sharing entre series.
En España la serie fue emitida diariamente a las 9:30h por Televisión Española en 1993, en su programa infantil matinal Picnic. Al igual que sucedió con el resto de series Ultra, se tituló genéricamente Ultraman, sin diferenciación con el resto de series. Posteriormente, se emitió en canales autonómicos de toda España, como por ejemplo el Canal 26 de Castellón.

## Reparto en español
| Personaje                | Actor original  | Actor de doblaje    |
| ------------------------ | --------------- | ------------------- |
| Captain Katsuichiro Kato | Nobuo Tsukamoto | Arturo Mercado      |
| Ryuh Ibuki - 2.º capitán | Jun Negami      | Esteban Siller      |
| Hideki Goh/Ultraman Jack | Jiro Dan        | Rafael del Río      |
| Takeshi Minami           | Shunsuke Ikeda  |                     |
| Fumio Kishida            | Ken Nishida     | Salvador Najar      |
| Ippei Ueno               | Wataru Mitsui   |                     |
| Yuriko Oka               | Mika Katsuragi  | Rosanelda Aguirre   |
| Narrador                 | N/A             | Francisco Colmenero |

| Predecesor: Ultraseven | Ultraseries 1971 | Sucesor: Ultraman Ace |

- Datos: Q592745